# Vestito effetto nudo di Marilyn Monroe
Il vestito effetto nudo indossato da Marilyn Monroe fu realizzato dallo stilista Bob Mackie, che al tempo lavorava presso l'atelier del costumista statunitense Jean Louis, e sfoggiato dall'attrice in un'unica occasione la sera del 19 maggio 1962 presso il Madison Square Garden di New York in occasione dei festeggiamenti per il quarantacinquesimo compleanno dell'allora presidente degli Stati Uniti d'America John Fitzgerald Kennedy, e per questo è conosciuto anche come Happy Birthday Mr. President Dress.
Il vestito è rimasto nella storia come una delle mise più ricordate e celebri dell'attrice, oltre a essere spesso citato come esempio di sensualità femminile.

## Descrizione
Il vestito è un abito da sera lungo e aderente di seta soufflé impreziosito da strass ricamati in un motivo a rosetta.
L'abito, che lascia le spalle scoperte ed è dotato di un'abbondante scollatura sulla schiena, è stato descritto dal politico statunitense Adlai E. Stevenson III come «skin and beads» ("pelle e perline"). La perfetta aderenza e il colore, scelto appositamente della stessa tonalità della pelle di Monroe, davano l'illusione che lei fosse nuda e vestita unicamente di lustrini. Benché non esitano prove documentarie, molte fonti e testimonianze riportano che, affinché l'abito fosse quanto più aderente possibile, le sia stato cucito addosso e indossato senza biancheria intima; Nancy Valentino, presidente del marketing della casa d'aste Christie's, ha parlato dell'abito dicendo: «Le era impossibile indossare biancheria intima con quel tipo di vestito. Le era stato letteralmente cucito addosso, e io penso che la cosa interessante è che lei voleva che fosse così attillato da dover essere tagliato e cucito direttamente sul suo corpo»; lo stesso stilista Jean Louis dichiarò che si trattava di «un vestito che solo Marilyn Monroe avrebbe avuto il coraggio di indossare».

## Storia
Originariamente commissionato da Monroe e da lei pagato 1.440 dollari, scarpe incluse, il vestito ha immediatamente acquisito lo status di cult e ha il primato di essere l'abito più costoso mai battuto a un'asta. È infatti stato venduto da Christie's di New York il 27 ottobre del 1999 al prezzo finale di 1.267.500 dollari. Il 17 novembre 2016 l'abito è stato poi rivenduto all'asta da Julien's Auctions al prezzo di 4.800.000 dollari, battendo nuovamente il suo stesso record.

### Danneggiamento
Nel 2022 l'influencer statunitense Kim Kardashian ha chiesto in prestito il vestito dal suo attuale proprietario, l'azienda Ripley's Believe It or Not! che solitamente lo espone all'interno delle sue strutture museali, in occasione del Met Gala di quell'anno; il prestito è stato accordato non in cambio di denaro, ma di due donazioni in beneficenza a enti caritatevoli a Orlando (Florida).
La taglia del vestito non era adatta alla forma del corpo di Kardashian che, per poterci entrare, ha dichiarato di aver perso più di sette chili in tre settimane, e durante la camminata sul red carpet sulla scalinata d'accesso al museo ha dovuto indossare una stola di pelliccia bianca per coprirle il sedere perché l'abito era comunque troppo stretto e non la fasciava adeguatamente; l'abito è stato indossato solo pochi minuti a beneficio dei fotografi e poi subito tolto tramite dei camerini temporanei allestiti all'inizio e alla fine della scalinata, mentre per il resto dell'evento Kardashian ne ha indossato una copia della sua taglia. Dopo l'evento l'abito è stato restituito a Ripley's.
Dopo la sfilata, alcuni giornalisti di costume hanno notato sul vestito strappi nel tessuto intorno alla cerniera sul retro, lesioni nella parte inferiore della gonna, e caduta di alcuni degli strass; i danni sono tecnicamente irreparabili poiché il vestito è realizzato in stoffa di seta soufflé, un tipo di tessuto parte naturale e parte sintetico realizzato dall'azienda francese Bianchini-Férier e non più in produzione poiché altamente infiammabile. Ripley's ha però replicato che le lesioni erano preesistenti alla sfilata e che questa si è svolta con la massima cura in modo da non produrre ulteriori danni.
La vicenda ha sollevato l'opinione pubblica per via del potenziale danneggiamento di un'opera d'arte per futili motivi: in particolare, il costumista Bob Mackie, autore materiale dell'abito, ha aspramente criticato la scelta considerandola un «grande errore».